# Ишка
Ишка (на словенски: Iška) е село в Словения, регион Средна Словения, община Иг. Според Националната статистическа служба на Република Словения през 2015 г. селото има 248 жители.